# Salón del Automóvil de Ginebra

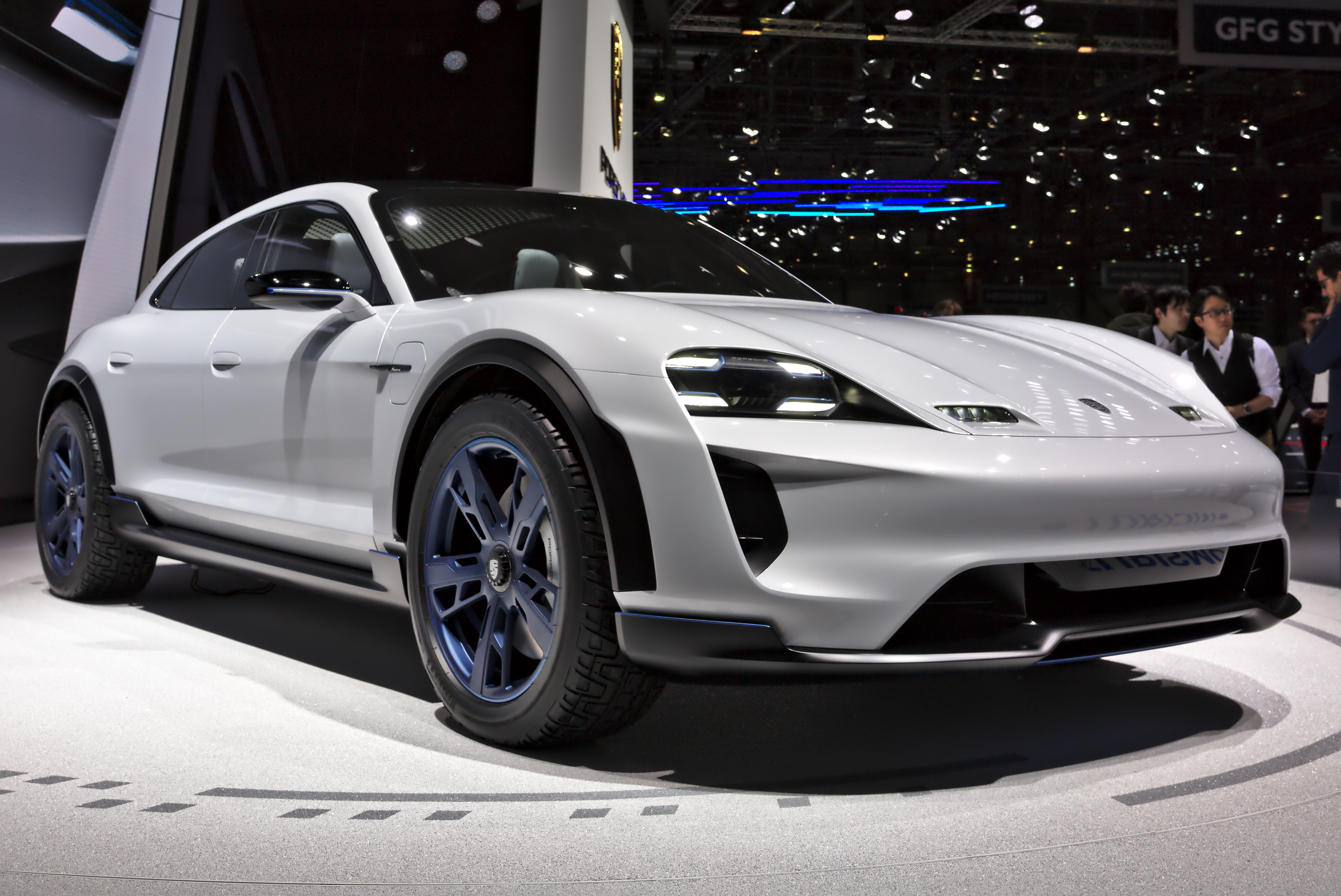
Porsche Taycan en el salón de 2018.

El Salón Internacional del Automóvil de Ginebra (en francés: Salon international de l'automobile de Genève; en inglés: Geneva International Motor Show, desde los años 2010 abreviado GIMS) es un salón del automóvil que se celebra en el mes de marzo o abril en el Palexpo de Ginebra, Suiza. Es uno de los salones más importantes en Europa, junto con los de Fráncfort y París. A diferencia de estos dos, el Salón de Ginebra se celebra ininterrumpidamente todos los años desde 1980. Únicamente en el año 2020 tuvo que ser cancelado por la medida sanitaria impuesta por el gobierno suizo de prohibir eventos privados o públicos que superaran el millar de asistentes, en un intento de frenar la epidemia de neumonía por coronavirus 2020.

## Fechas de los salones - Presentaciones más importantes
- 1923 - Primer salón celebrado con registro fotográfico.
- 1924 -
- 1925 -
- 1967 - Lamborghini Marzal
- 1980 - 50.ª edición / Audi Quattro,[2] primera generación del Fiat Panda.
- 1981 - 51.ª edición
- 1982 - 52.ª edición
- 1983 - 53.ª edición
- 1984 - 54.ª edición
- 1985 - 55.ª edición
- 1986 - 56.ª edición
- 1987 - 57.ª edición
- 1988 - 58.ª edición
- 1989 - 59.ª edición
- 1990 - 60.ª edición
- 1991 - 61.ª edición / Mercedes-Benz Clase S W140
- 1992 - 62.ª edición
- 1993 - 63.ª edición
- 1994 - 64.ª edición
- 1995 - 65.ª edición
- 1996 - 66.ª edición
- 1997 - 67.ª edición
- 1998 - 68.ª edición
- 1999 - 69.ª edición

### Años 2000
- 2000 - 70.ª edición
- 2001 - 71.ª edición
- 2002 - 72.ª edición
- 2003 - 73.ª edición
- 2004 - 74.ª edición
- 2005 - 75.ª edición[3]
- 2006 - 76.ª edición
- 2007 - 77.ª edición
- 2008 - 78.ª edición
- 2009 - 79.ª edición (celebrada entre los días 3 al 15 de marzo de 2009)[4]
- 2010 - 80.ª edición (celebrada entre los días 4 al 14 de marzo de 2010) / Alfa Romeo Giulietta, Peugeot 508, Rinspeed UC?, Citroën Survolt.
- 2011 - 81.ª edición (celebrada entre los días 3 al 13 de marzo de 2011) / Lamborghini Aventador, SEAT IBX.
- 2012 - 82.ª edición (fecha prevista 8 al 18 de marzo de 2012)
- 2013 - 83.ª edición (celebrada entre los días 5 al 17 de marzo de 2013) / Lamborghini Veneno, Ferrari LaFerrari.
- 2014 - 84.ª edición (celebrada entre los días 6 al 16 de marzo de 2014)[5]
- 2015 - 85.ª edición (celebrada entre los días 3 al 15 de marzo de 2015)[6]
- 2016 - 86.ª edición (celebrada entre los días 3 al 13 de marzo de 2016)[7]
- 2017 - 87.ª edición (celebrada entre los días 9 al 19 de marzo de 2017)[8]
- 2018 - 88.ª edición (celebrada entre los días 8 al 18 de marzo de 2018)[9]
- 2019 - 89.ª edición / Fiat Centoventi
- 2020 - 90.ª edición - Cancelada el 28 de febrero por Epidemia de neumonía por coronavirus de 2019-2020.[10]

### Galería

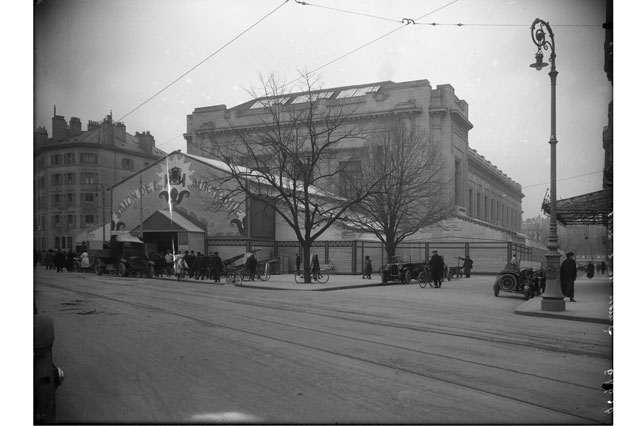
1923
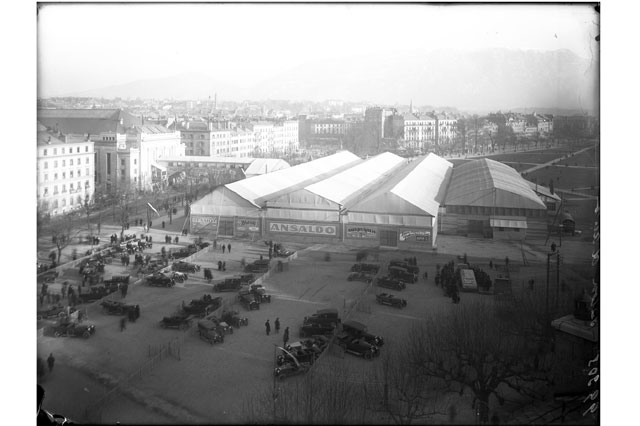
1924
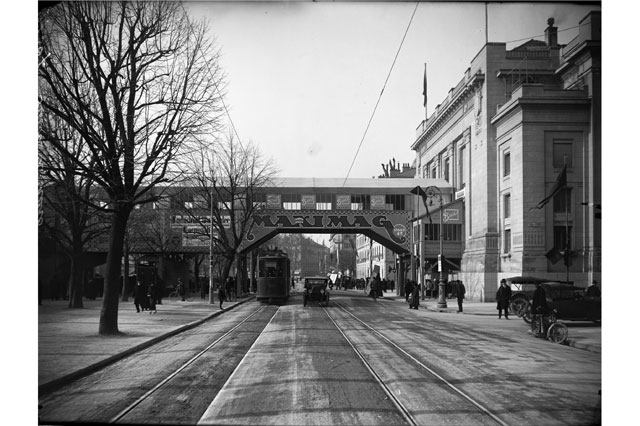
1924
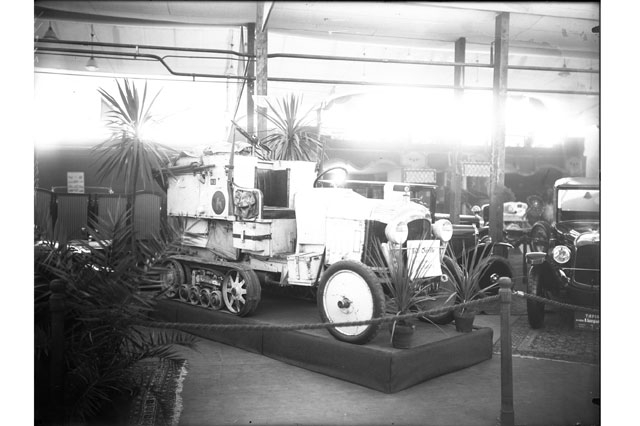
1924
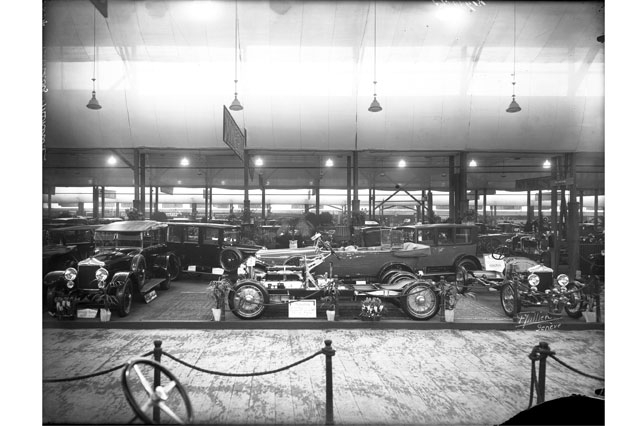
1924
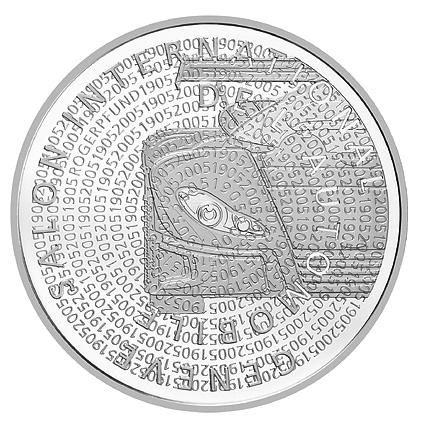
2005 - Moneda conmemorativa del Salón.
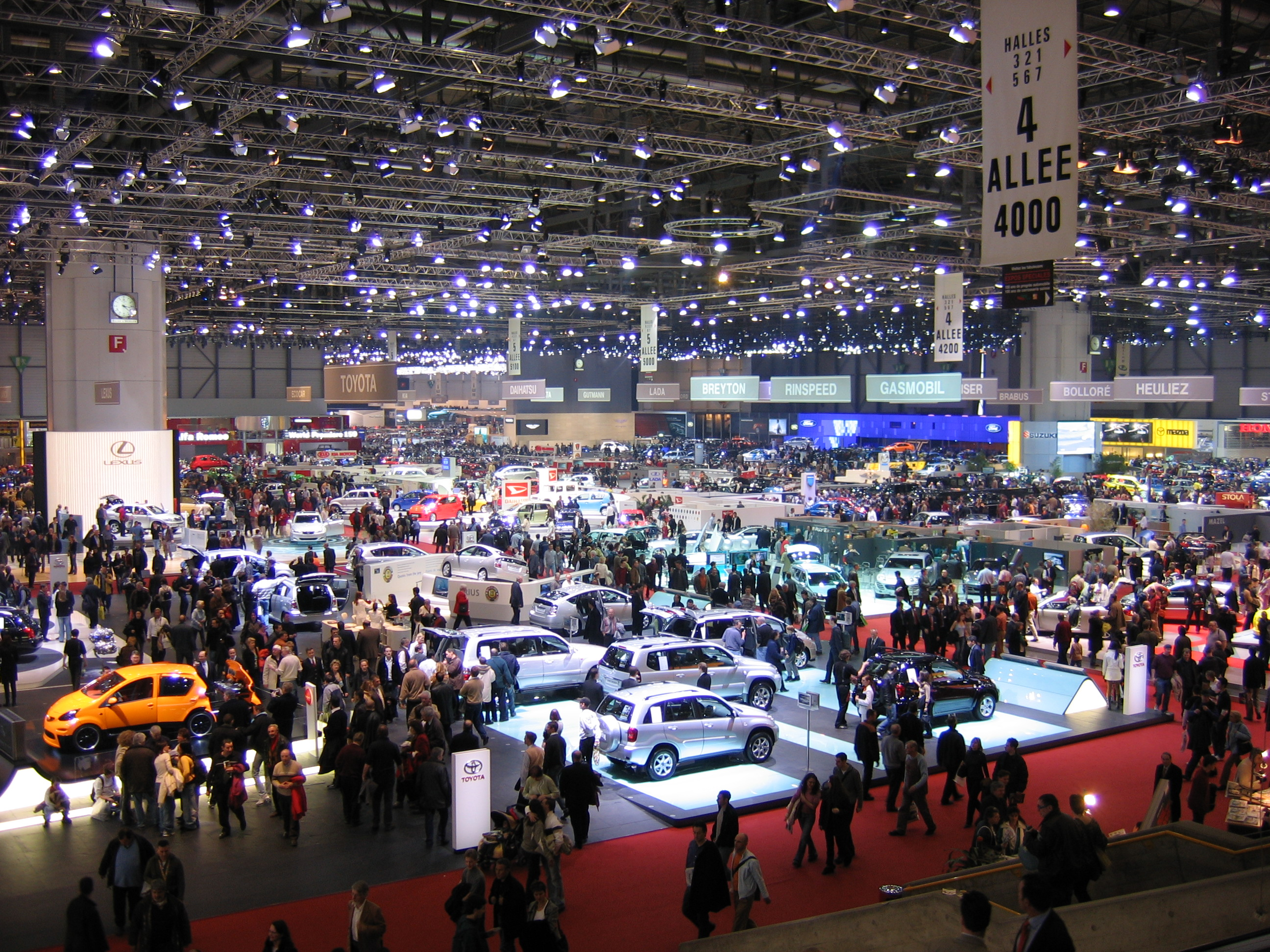
Vista general de la exposición.
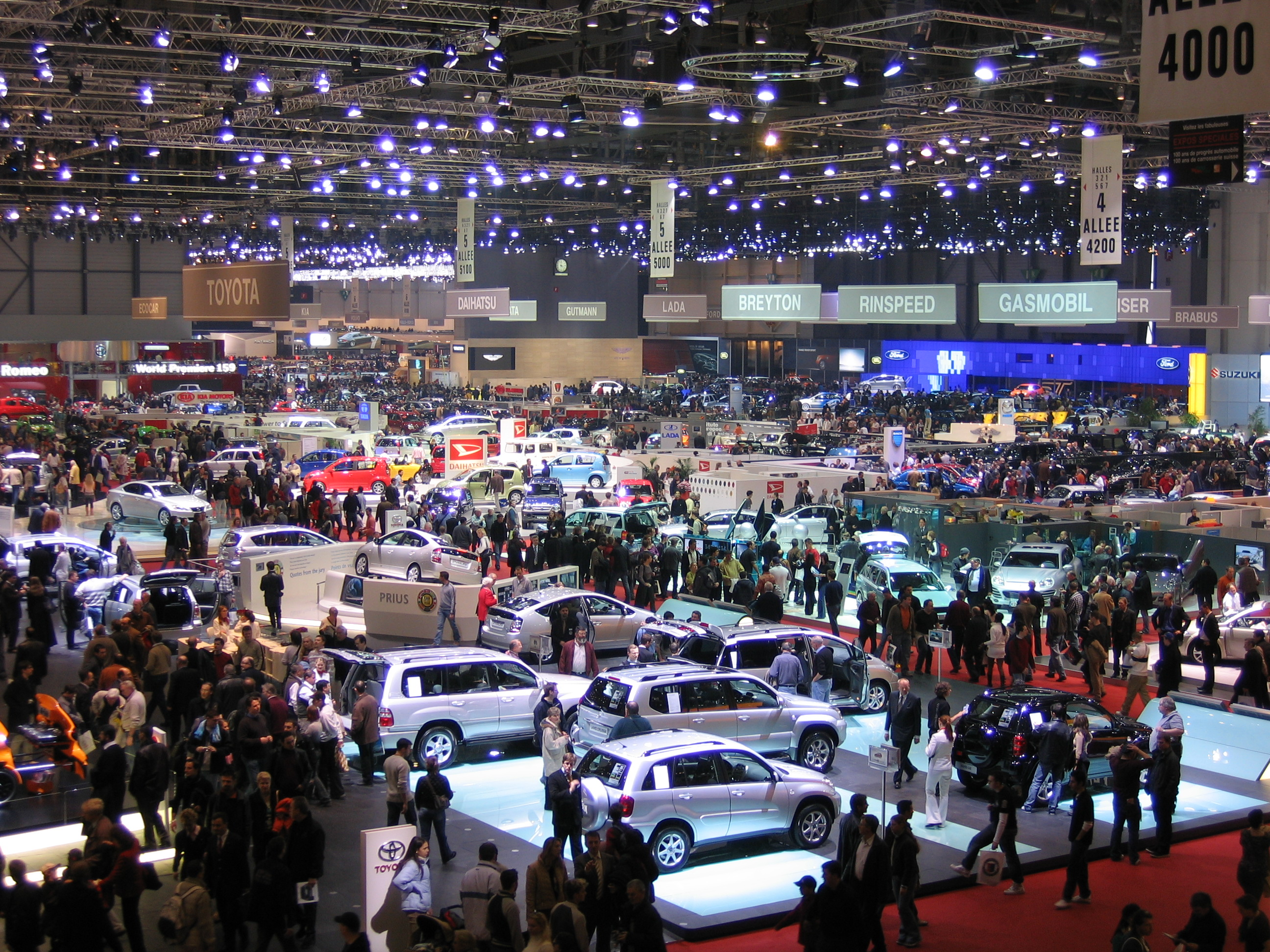
Vista general de la exposición.